# Heteromysoides nana
Heteromysoides nana är en kräftdjursart som beskrevs av Murano 1998. Heteromysoides nana ingår i släktet Heteromysoides och familjen Mysidae. Inga underarter finns listade i Catalogue of Life.